# Tamerton Foliot
Tamerton Foliot – wieś w Anglii, w Devon, w dystrykcie (unitary authority) Plymouth. W 2013 miejscowość liczyła 3270 mieszkańców. Tamerton Foliot jest wspomniana w Domesday Book (1086) jako Tambretone.